# 皇家化学学院

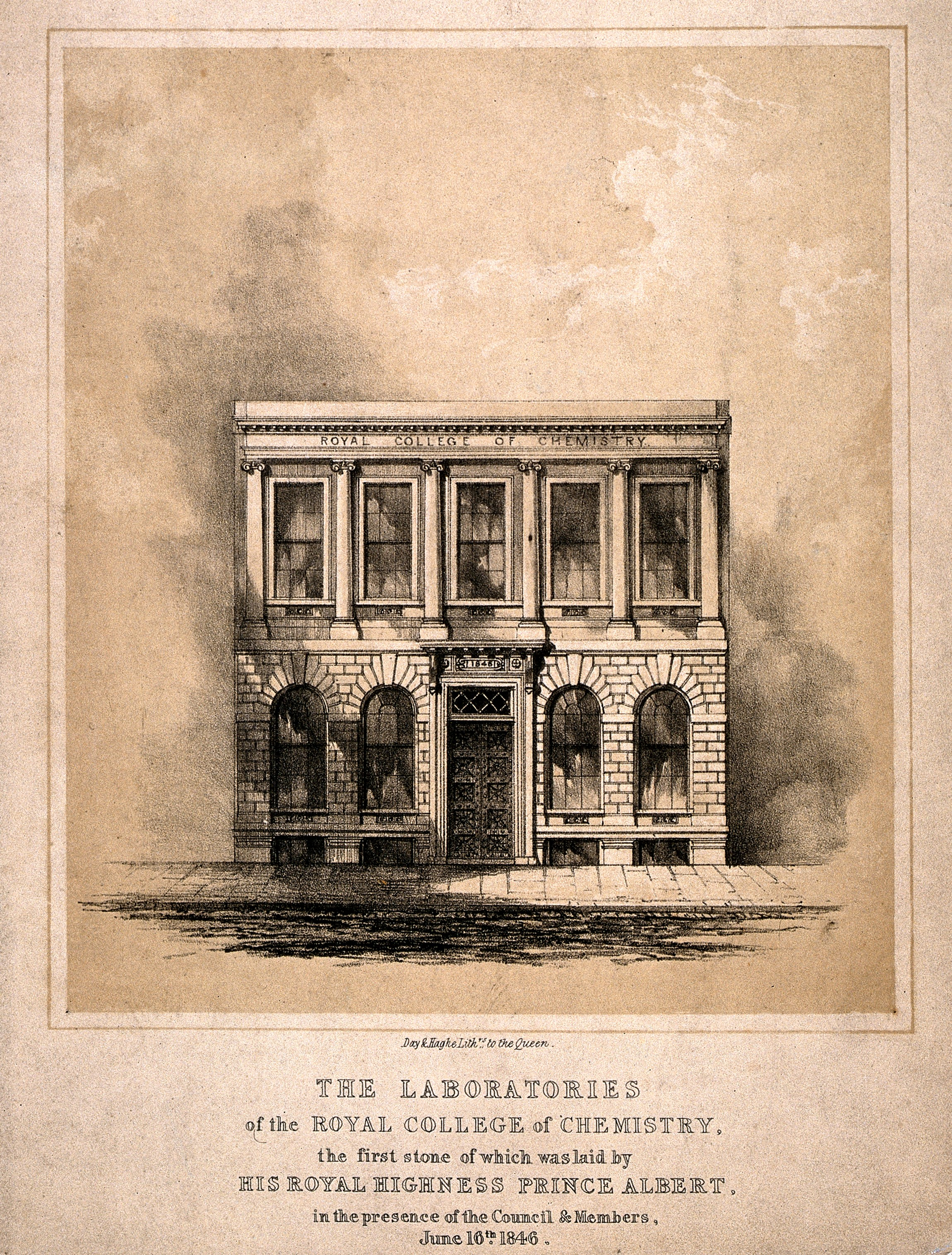
皇家化学学院实验室（石版画）

皇家化学学院（英文:Royal College of Chemistry，简写为RCC）开设于1845年到1872年，原址在英国伦敦中心的牛津街上。学院建筑最初由英国建筑师詹姆斯·洛克耶（James Lockyer）于1846年设计，并于1846年6月16日由阿尔伯特亲王奠基。
1845年，在很多政治人物（包括本杰明·迪斯雷利、威廉·尤尔特·格莱斯顿、罗伯特·皮尔和阿尔伯特亲王）的捐助下，皇家化学学院成立，其最初目的是在于教授实用的化学知识， 第一位教授是从德国请来的年轻的化学家奥古斯特·威廉·冯·霍夫曼。Frederick Augustus Abel在霍夫曼的指导下进行研究。著名光谱学家威廉·克鲁克斯爵士、Edward Divers和尤利乌斯·阿瑟·纽兰德也在学院学习过。
1853年皇家化学学院并入皇家矿业学院，成为伦敦帝国学院（通常所称帝国理工学院）的第一个组成学院，最后发展成了伦敦帝国学院的化学系。